# FK Tambow
FK Tambow (ros. Футбольный клуб «Тамбов», Futbolnyj Kłub "Tambow") – rosyjski klub piłkarski, mający siedzibę w mieście Tambowie, na zachodzie kraju.

## Historia
Piłkarski klub Tambow został założony w miejscowości Tambow w 2013 roku.

### Druga dywizja
W sezonie 2013/14 debiutował w rozgrywkach Rosyjskiej Drugiej Dywizji, grupie Centralnej. W debiutanckim sezonie zajął 12. miejsce w końcowej klasyfikacji zdobywając 31 punktów (bilans 8-7-15).
W kolejnym sezonie klub zajął trzecie miejsce z 65 punktami (bilans 19-8-3) plasując się za Fakiełem Woroneż i FK Riazań.
W sezonie 2015/16 Tambow zdobył mistrzostwo grupy (54 punkty, bilans 15-9-2) i awansował do Pierwszej Dywizji.

### Pierwsza dywizja
W pierwszym sezonie po awansie na drugi poziom rozgrywkowy (2016/17) Tambow zajął 5. miejsce zdobywając 57 punktów (bilans 15-12-11), o dwa mniej niż wymagane do zakwalifikowania się do baraży o ekstraklasę.
Sezon 2017/18 klub zakończył na czwartym miejscu z 68 punktami (bilans 20-8-10) awansując do baraży, w których zmierzył się z Amkarem Perm. Drużyna z Permu zwyciężyła w obu meczach (2:0 i 1:0), w związku z czym Tambow nie awansował do ekstraklasy. Rok później drużyna zakończyła sezon na pierwszym miejscu, które gwarantuje awans do wyższej klasy rozgrywkowej.

### Chronologia nazw
- 2013: FK Tambow (ros. ФК «Тамбов»)

## Sukcesy

### Trofea międzynarodowe
Nie uczestniczył w rozgrywkach europejskich (stan na 31-12-2015).

### Trofea krajowe
| \| \| Zdobyte trofea w rozgrywkach Rosji (stan na: 31-05-2016) \| |                                                          |      |          |
| Rozgrywki                                                         | Osiągnięcie                                              | Razy | Sezon(y) |
| · Mistrzostwo                                                     | I miejsce                                                | 0    |          |
| · Mistrzostwo                                                     | II miejsce                                               | 0    |          |
| · Mistrzostwo                                                     | III miejsce                                              | 0    |          |
| · Puchar                                                          | zdobywca                                                 | 0    |          |
| · Puchar                                                          | finalista                                                | 0    |          |
| II liga                                                           | I miejsce                                                | 0    |          |
| II liga                                                           | II miejsce                                               | 0    |          |
| II liga                                                           | III miejsce                                              | 0    |          |
| Rosja                                                             | Zdobyte trofea w rozgrywkach Rosji (stan na: 31-05-2016) |      |          |

- Rosyjska Druga Dywizja, grupa Centralna (D3):
  - mistrz: 2015/16
  - 3. miejsce w grupie: 2014/15

## Stadion
Klub rozgrywa swoje mecze domowe na stadionie Spartak w Tambowie, który może pomieścić 6 500 widzów.

## Piłkarze
| Nr | Poz. | Piłkarz              |
| -- | ---- | -------------------- |
| 1  | BR   | Siergiej Kulikow     |
| 2  | OB   | Aleksiej Rybin       |
| 3  | NA   | Michaił Tyniany      |
| 4  | OB   | Siergiej Szczigoriew |
| 7  | PO   | Oleg Czernyszow      |
| 8  | NA   | Nikita Andriejew     |
| 9  | PO   | Siergiej Garanża     |
| 11 | PO   | Aleksiej Awierjanow  |
| 12 | BR   | Aleksandr Bażenow    |
| 14 | PO   | Aleksiej Bajew       |
| 15 | NA   | Andriej Czasowskich  |
| 17 | OB   | Swiatosław Szabanow  |
| 18 | PO   | Ilja Spicyn          |

| Nr | Poz. | Piłkarz                 |
| -- | ---- | ----------------------- |
| 19 | OB   | Aleksiej Michalow ((K)) |
| 20 | OB   | Siergiej Korotkow       |
| 22 | BR   | Daniił Gawiłowski       |
| 25 | PO   | Dienis Pojarkow         |
| 85 | PO   | Aleksandr Ziabłow       |
| 88 | PO   | Maksim Łosiew           |
| 91 | PO   | Maksim Sopin            |
| 94 | NA   | Artiom Archipow         |
| 99 | BR   | Oleg Smirnow            |
|    | OB   | Serhij Szewczuk         |
|    | PO   | Maksym Trusewycz        |
|    | NA   | Dienis Dorożkin         |

## Trenerzy
- 2013:  Siergiej Pierwuszin
- 2011–02.2014:  Siergiej Pieriednia
- 02.2014–...:  Walerij Jesipow